# Ahillones
Ahillones je španělská obec situovaná v provincii Badajoz (autonomní společenství Extremadura).

## Poloha
Nachází se na jihovýchodě provincie mezi obcemi Berlanga a Llerena v okrese Campiña Sur a soudním okrese Llerena. Obcí prochází silnice N-432. Nachází se 128 km od města Badajoz.

## Historie
Ačkoli nejsou zřejmé informace o založení města, zdá se, že vzniklo v dobách Mesty (sdružení dobytkářů). V roce 1594 byla obec známá jako Ayllones, tvořila část provincie León de la Orden de Santiago a žilo v ní 315 obyvatel. V roce 1834 se obec stává součástí soudního okresu Llerena. V roce 1842 bylo ve městě 426 domácností a 1798 obyvatel.

## Hospodářství
Hospodářství je založeno převážně na zemědělství a chovu dobytka. Pěstuje se hlavně obilí a olivy.

## Odkazy

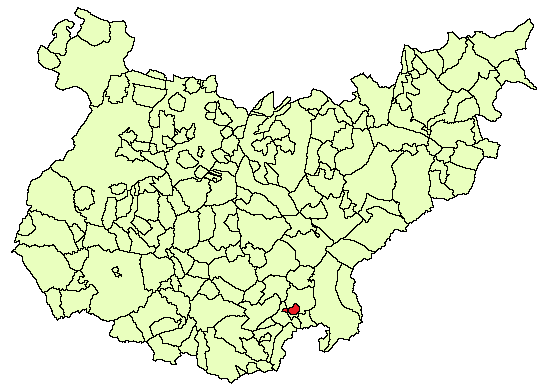
Poloha obce v provincii Badajoz

## Demografie
| Populace Ahillones z let (1842–2010) | Populace Ahillones z let (1842–2010) | Populace Ahillones z let (1842–2010) | Populace Ahillones z let (1842–2010) | Populace Ahillones z let (1842–2010) | Populace Ahillones z let (1842–2010) | Populace Ahillones z let (1842–2010) | Populace Ahillones z let (1842–2010) | Populace Ahillones z let (1842–2010) |
| ------------------------------------ | ------------------------------------ | ------------------------------------ | ------------------------------------ | ------------------------------------ | ------------------------------------ | ------------------------------------ | ------------------------------------ | ------------------------------------ |
| 1842                                 | 1857                                 | 1860                                 | 1877                                 | 1887                                 | 1897                                 | 1900                                 | 1910                                 | 1920                                 |
| 1 798                                | 1 977                                | 1 851                                | 2 226                                | 2 299                                | 2 513                                | 2 414                                | 2 585                                | 2 790                                |
| 1930                                 | 1940                                 | 1950                                 | 1960                                 | 1970                                 | 1981                                 | 1991                                 | 2001                                 | 2010                                 |
| 2 969                                | 3 197                                | 3 027                                | 2 771                                | 1 869                                | 1 401                                | 1 229                                | 1 144                                | 1 032                                |